# NGC 4965
NGC 4965 is een balkspiraalstelsel in het sterrenbeeld Waterslang. Het hemelobject werd op 5 mei 1834 ontdekt door de Britse astronoom John Herschel.

## Synoniemen
- ESO 443-70
- MCG -5-31-36
- UGCA 326
- AM 1304-275
- IRAS13044-2757
- PGC 45437